# HC Slavoj Žirovnice
HC Slavoj Žirovnice (celým názvem: Hockey Club Slavoj Žirovnice) byl český klub ledního hokeje, který sídlil v Žirovnicích v Kraji Vysočina. Zanikl v roce 2017 po přechodu většiny hráčů do nově se rodícího jindřichohradeckého Vajgaru. Ve své poslední sezóně působil v Jihočeské krajské lize, čtvrté české nejvyšší soutěži ledního hokeje. Klubové barvy byly černá, bílá a žlutá.
Své domácí zápasy odehrával v Jindřichově Hradci na tamějším zimním stadionu s kapacitou 3 200 diváků.

## Přehled ligové účasti
Stručný přehled
Zdroj:
- 2011–2013: Krajská soutěž Vysočiny (5. ligová úroveň v České republice)
- 2013–2015: Jihočeská krajská liga (4. ligová úroveň v České republice)
- 2015–2016: bez soutěže
- 2016–2017: Jihočeská krajská liga (4. ligová úroveň v České republice)

Jednotlivé ročníky
Zdroj:
Legenda: ZČ - základní část, červené podbarvení - sestup, zelené podbarvení - postup, fialové podbarvení - reorganizace, změna skupiny či soutěže
| Česko (2011 – 2017)                            |                         |           |           |                                       |                                  |
| Sezóny                                         | Soutěž                  | Úroveň    | ZČ        | Play-off, nadstavba, sk. o udržení... | Poznámky                         |
| 2011/12                                        | Krajská soutěž Vysočiny | 5. úroveň | 5. místo  |                                       |                                  |
| 2012/13                                        | Krajská soutěž Vysočiny | 5. úroveň | 1. místo  |                                       | Přechod do jiného kraje          |
| 2013/14                                        | Jihočeská krajská liga  | 4. úroveň | 11. místo |                                       |                                  |
| 2014/15                                        | Jihočeská krajská liga  | 4. úroveň | –. místo  |                                       | Odstoupení před začátkem soutěže |
| Družstvo mužů bylo v sezóně 2015/16 neaktivní. |                         |           |           |                                       |                                  |
| 2016/17                                        | Jihočeská krajská liga  | 4. úroveň | 6. místo  | Čtvrtfinále                           |                                  |